# Лобакін
Лобакін (рос. Лобакин) — хутір у Суровікінському районі Волгоградської області Російської Федерації.
Населення становить 1022 особи. Входить до складу муніципального утворення Лобакинське сільське поселення.

## Історія
Хутір розташований у межах українського історичного та культурного регіону Жовтий Клин.
Згідно із законом від 21 грудня 2004 року № 971-ОД органом місцевого самоврядування є Лобакинське сільське поселення.

## Населення
| 2010 |
| ---- |
| 1022 |